# Patriarche d'Antioche
Le titre de « patriarche d'Antioche » est traditionnellement porté par l'évêque d’Antioche (dans l'actuelle Turquie). L'Église d'Antioche est l'une des plus anciennes de la chrétienté, son institution remontant à l'apôtre Pierre.

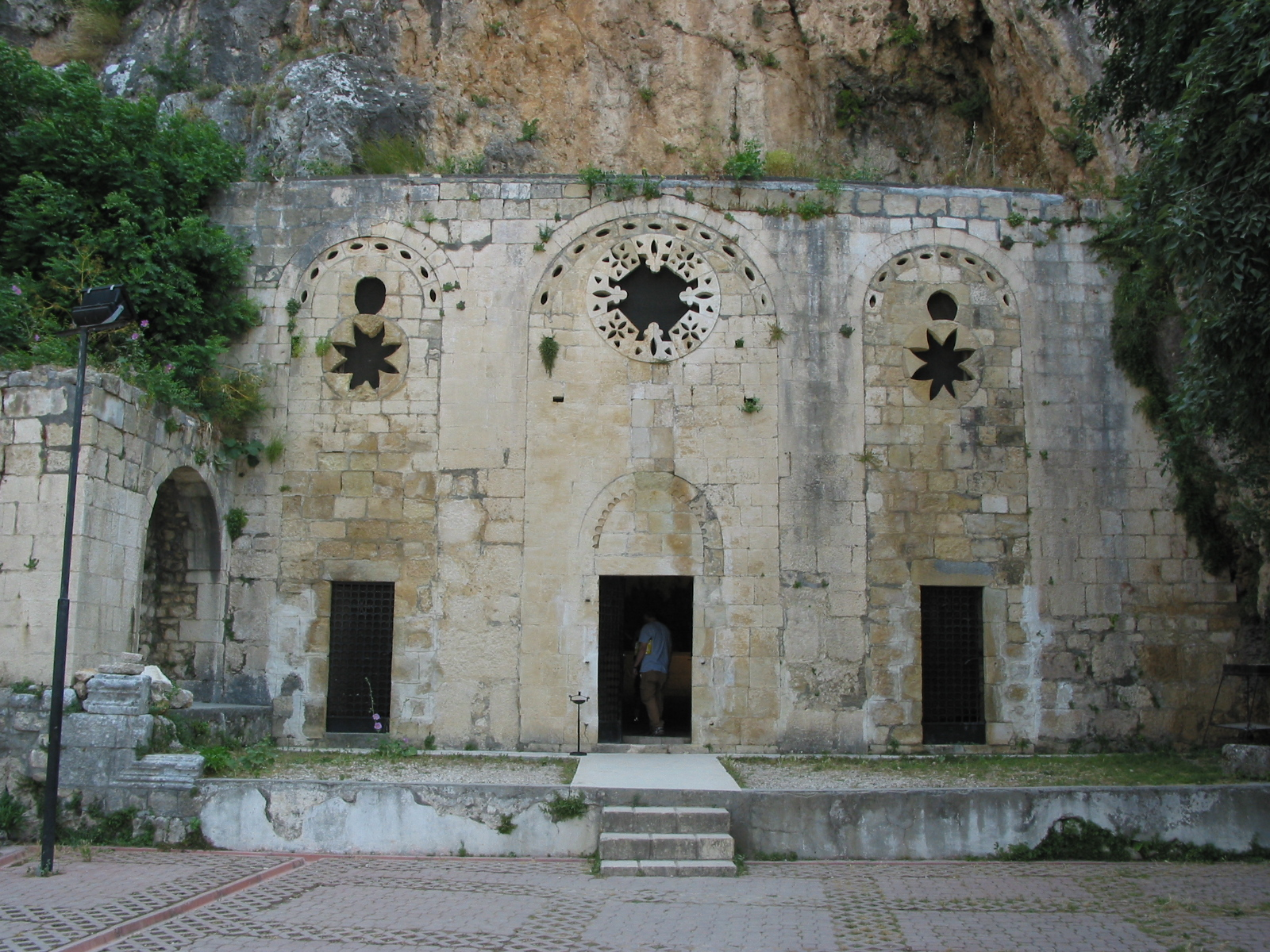
Façade de l'église Saint-Pierre d'Antioche

Patriarcat d'Antioche

## Cinq patriarcats d'Antioche
Depuis 1964, il existe cinq patriarcats d'Antioche. Trois sont catholiques et deux sont orthodoxes, deux de tradition grecque et trois de tradition syriaque.
À l'origine, tous font partie de l'Église d'Antioche. Celle-ci connaît un premier schisme durant le Ve siècle du fait qu'elle se situe à la fois sur le territoire de l'Empire romain et sur celui de l'Empire perse. Cette circonstance conduit à la séparation de l'Église syrienne occidentale et de l'Église syrienne orientale. Le patriarcat d'Antioche est issu de la branche occidentale. Le dernier patriarche avant toute scission est Éphrem d'Antioche. Après cela, le concile de Chalcédoine va aboutir à une querelle sur le monophysisme. Le patriarcat est alors troublé mais encore uni pendant près d'un siècle. Puis, en 557 Jacques Baradée n'approuve pas les textes du concile et nomme Serge de Tella patriarche d'Antioche. Cela aboutit à la scission en deux patriarcats : un de tradition grecque en pleine communion avec le reste de la Pentarchie qui est actuellement le patriarcat orthodoxe d'Antioche et l'autre de tradition syriaque qui est sorti de cette communion et est actuellement le patriarcat syriaque d'Antioche. Celui-ci considère néanmoins Sévère d'Antioche comme son premier patriarche après la scission avec les grecs car il a approuvé les thèses de Jacques Baradée.
Du côté ayant accepté les textes du concile, la majorité des fidèles est donc de tradition grecque. Néanmoins, certains fidèles sont toujours de tradition syriaque et se sentent mal à l'aise dans ce patriarcat. Ils sont les disciples d'un ermite nommé Maron. Les différences culturelles avec les grecs sont telles que sous l'impulsion de Jean Maron, ils finissent par se séparer en 686 lorsque ce dernier devient patriarche d'Antioche des maronites. L'année suivante, en 687 il est officiellement reconnu par le pape (de Rome) Serge Ier et avec son Église, ils forment l'Église antiochienne syriaque maronite ; elle aussi en pleine communion avec le reste de la Pentarchie. Il y a dès lors trois patriarcats d'Antioche.
Les deux derniers patriarcats sont beaucoup plus tardifs et sont issus de mouvements souhaitant retrouver la pleine communion avec le patriarcat de Rome, devenu alors l'Église catholique romaine. Du côté syriaque, en 1656 sous l'égide de l'évêque André Akhijan une partie des fidèles s'unit à Rome qui le reconnaît comme patriarche syriaque d'Antioche en 1662. Cela devient l'Église catholique syriaque et le patriarcat d'Antioche des Syriaques. Néanmoins, cette Église sera fortement persécutée et ne retrouvera un nouveau patriarche qu'en 1783. Du côté grec, en 1724, une partie des fidèles s'unissent à Rome tout en conservant leur pratiques liturgiques propres. Cela devient l'Église grecque-catholique melchite. Il y a dès lors cinq patriarcats d'Antioche.
À cela s'ajoute la création d'un patriarcat latin d'Antioche en 1119 à l'époque des Croisades lorsque l'Église de Rome souhaite reconquérir la Terre sainte. Ce patriarcat perdurera jusqu'en 1964, année de sa suppression. Il n'a aucune filiation apostolique avec l'Église d'Antioche.
|  |  |  |  |                                         |                                         |                                         |                                         | Église d'Antioche (38)                      |                                           |                                           |                                           |                                           |                                           |                                      |                                      |                                      |                                      |                                      |                                      |                                   |                                   |                                   |                                   |  |  |  |  |  |  |  |  |  |  |  |  |  |  |  |  |  |  |  |  |  |  |  |  |  |  |
|  |  |  |  |                                         |                                         |                                         |                                         |                                             |                                           |                                           |                                           |                                           |                                           |                                      |                                      |                                      |                                      |                                      |                                      |                                   |                                   |                                   |                                   |  |  |  |  |  |  |  |  |  |  |  |  |  |  |  |  |  |  |  |  |  |  |  |  |  |  |
|  |  |  |  |                                         |                                         |                                         |                                         |                                             |                                           |                                           |                                           |                                           |                                           |                                      |                                      |                                      |                                      |                                      |                                      |                                   |                                   |                                   |                                   |  |  |  |  |  |  |  |  |  |  |  |  |  |  |  |  |  |  |  |  |  |  |  |  |  |  |
|  |  |  |  | Église syrienne occidentale (cont.)     | Église syrienne occidentale (cont.)     | Église syrienne occidentale (cont.)     | Église syrienne occidentale (cont.)     | Église syrienne occidentale (cont.)         | Église syrienne occidentale (cont.)       |                                           |                                           |                                           |                                           | Église syrienne orientale (424)      | Église syrienne orientale (424)      | Église syrienne orientale (424)      | Église syrienne orientale (424)      | Église syrienne orientale (424)      | Église syrienne orientale (424)      |                                   |                                   |                                   |                                   |  |  |  |  |  |  |  |  |  |  |  |  |  |  |  |  |  |  |  |  |  |  |  |  |  |  |
|  |  |  |  | Église syrienne occidentale (cont.)     | Église syrienne occidentale (cont.)     | Église syrienne occidentale (cont.)     | Église syrienne occidentale (cont.)     | Église syrienne occidentale (cont.)         | Église syrienne occidentale (cont.)       |                                           |                                           |                                           |                                           | Église syrienne orientale (424)      | Église syrienne orientale (424)      | Église syrienne orientale (424)      | Église syrienne orientale (424)      | Église syrienne orientale (424)      | Église syrienne orientale (424)      |                                   |                                   |                                   |                                   |  |  |  |  |  |  |  |  |  |  |  |  |  |  |  |  |  |  |  |  |  |  |  |  |  |  |
|  |  |  |  |                                         |                                         |                                         |                                         |                                             |                                           |                                           |                                           |                                           |                                           |                                      |                                      |                                      |                                      |                                      |                                      |                                   |                                   |                                   |                                   |  |  |  |  |  |  |  |  |  |  |  |  |  |  |  |  |  |  |  |  |  |  |  |  |  |  |
|  |  |  |  | Patriarcat orthodoxe d'Antioche (cont.) | Patriarcat orthodoxe d'Antioche (cont.) | Patriarcat orthodoxe d'Antioche (cont.) | Patriarcat orthodoxe d'Antioche (cont.) | Patriarcat orthodoxe d'Antioche (cont.)     | Patriarcat orthodoxe d'Antioche (cont.)   |                                           |                                           |                                           |                                           | Patriarcat syriaque d'Antioche (557) | Patriarcat syriaque d'Antioche (557) | Patriarcat syriaque d'Antioche (557) | Patriarcat syriaque d'Antioche (557) | Patriarcat syriaque d'Antioche (557) | Patriarcat syriaque d'Antioche (557) |                                   |                                   |                                   |                                   |  |  |  |  |  |  |  |  |  |  |  |  |  |  |  |  |  |  |  |  |  |  |  |  |  |  |
|  |  |  |  | Patriarcat orthodoxe d'Antioche (cont.) | Patriarcat orthodoxe d'Antioche (cont.) | Patriarcat orthodoxe d'Antioche (cont.) | Patriarcat orthodoxe d'Antioche (cont.) | Patriarcat orthodoxe d'Antioche (cont.)     | Patriarcat orthodoxe d'Antioche (cont.)   |                                           |                                           |                                           |                                           | Patriarcat syriaque d'Antioche (557) | Patriarcat syriaque d'Antioche (557) | Patriarcat syriaque d'Antioche (557) | Patriarcat syriaque d'Antioche (557) | Patriarcat syriaque d'Antioche (557) | Patriarcat syriaque d'Antioche (557) |                                   |                                   |                                   |                                   |  |  |  |  |  |  |  |  |  |  |  |  |  |  |  |  |  |  |  |  |  |  |  |  |  |  |
|  |  |  |  |                                         |                                         |                                         |                                         | Église antiochienne syriaque maronite (687) |                                           |                                           |                                           |                                           |                                           |                                      |                                      |                                      |                                      |                                      |                                      |                                   |                                   |                                   |                                   |  |  |  |  |  |  |  |  |  |  |  |  |  |  |  |  |  |  |  |  |  |  |  |  |  |  |
|  |  |  |  |                                         |                                         |                                         |                                         |                                             |                                           |                                           |                                           |                                           |                                           |                                      |                                      |                                      |                                      |                                      |                                      |                                   |                                   |                                   |                                   |  |  |  |  |  |  |  |  |  |  |  |  |  |  |  |  |  |  |  |  |  |  |  |  |  |  |
|  |  |  |  |                                         |                                         |                                         |                                         |                                             |                                           |                                           |                                           |                                           |                                           |                                      |                                      |                                      |                                      |                                      |                                      |                                   |                                   |                                   |                                   |  |  |  |  |  |  |  |  |  |  |  |  |  |  |  |  |  |  |  |  |  |  |  |  |  |  |
|  |  |  |  |                                         |                                         |                                         |                                         | Église grecque-catholique melchite (1724)   | Église grecque-catholique melchite (1724) | Église grecque-catholique melchite (1724) | Église grecque-catholique melchite (1724) | Église grecque-catholique melchite (1724) | Église grecque-catholique melchite (1724) |                                      |                                      |                                      |                                      | Église catholique syriaque (1662)    | Église catholique syriaque (1662)    | Église catholique syriaque (1662) | Église catholique syriaque (1662) | Église catholique syriaque (1662) | Église catholique syriaque (1662) |  |  |  |  |  |  |  |  |  |  |  |  |  |  |  |  |  |  |  |  |  |  |  |  |  |  |
|  |  |  |  |                                         |                                         |                                         |                                         | Église grecque-catholique melchite (1724)   | Église grecque-catholique melchite (1724) | Église grecque-catholique melchite (1724) | Église grecque-catholique melchite (1724) | Église grecque-catholique melchite (1724) | Église grecque-catholique melchite (1724) |                                      |                                      |                                      |                                      | Église catholique syriaque (1662)    | Église catholique syriaque (1662)    | Église catholique syriaque (1662) | Église catholique syriaque (1662) | Église catholique syriaque (1662) | Église catholique syriaque (1662) |  |  |  |  |  |  |  |  |  |  |  |  |  |  |  |  |  |  |  |  |  |  |  |  |  |  |

Aucun des patriarches d'Antioche ne réside à Antioche / Antakya depuis la présence musulmane majoritaire en Turquie. Ceux actuellement en fonction sont :
- Jean X d'Antioche, « patriarche d'Antioche et de tout l'Orient » depuis le 17 décembre 2012. Il est le patriarche de l'Église orthodoxe d'Antioche résidant à Damas.
- Ignace Ephrem II Karim, « patriarche d'Antioche et de tout l'Orient » depuis le 31 mars 2014. Il est le patriarche de l'Église syriaque orthodoxe dont le siège est à Damas.
- Ignace Joseph III Younan, « patriarche d'Antioche et de tout l'Orient » depuis le 20 janvier 2009. Il est le patriarche de l'Église catholique syriaque et réside à Beyrouth au Liban.
- Joseph Absi, « patriarche d'Antioche et de tout l'Orient, d'Alexandrie et de Jérusalem des Melkites » depuis le 21 juin 2017. Il est le patriarche de l'Église grecque-catholique melchite et réside à Damas.
- Bechara Boutros Rahi, « patriarche ad honores d'Antioche et de tout l'Orient » depuis le 25 mars 2011. Il est le patriarche de l’Église maronite et réside à Bkerké au Liban.

## Rencontre inter-patriarcales
Le patriarcat grec-orthodoxe d’Antioche a organisé, du 25 au 28 juin 2014, un « congrès antiochien » à Balamand, au Liban, sur le thème : « l'unité antiochienne : portées et exigences ». Pour l’occasion le patriarche Jean X avait invité les quatre autres patriarches (dont trois catholiques) qui portent le titre d’Antioche ainsi que le patriarche arménien catholique, Nersès Bédros XIX Tarmouni.
Face à la situation difficile en Syrie, les cinq patriarches se réunissent à nouveau le 8 juin 2015 afin de lancer un appel international au soutien de la Syrie face à Daesh.